# Mymensingh Sadar
Mymensingh Sadar (en bengali : ময়মনসিংহ সদর) est une upazila du Bangladesh dans le district de Mymensingh. En 1991, on y dénombrait 566 368 habitants.